# Giuseppe Pastori
Giuseppe Pastori (Orzinuovi, 4 settembre 1814 – 1885) è stato un imprenditore italiano.

## Biografia
Laureato in legge all'Università di Pavia, fu poi assistente alla cattedra di filosofia del diritto. Emigrato a Parigi per motivi politici, si occupò di amministrare le finanze dei Gonzaga e di Cristina Belgiojoso.
Con l'Unità d'Italia ritornò in patria; fu sindaco di Orzinuovi, suo paese natale. Fece beneficenza in favore di molti istituti, come ad esempio l'Ospedale Maggiore di Milano. Si ritirò dagli affari nel 1870, dedicandosi a migliorare alcune aziende agricole che aveva acquistato. Dopo la sua morte, avvenuta nel 1885, lasciò i suoi terreni perché vi fosse fondata una scuola agraria, l'odierno Istituto tecnico agrario statale Pastori di Brescia, che da lui prende il nome; lasciò inoltre una cospicua somma in denaro da utilizzarsi per gli alunni meno abbienti o più meritevoli.